# دایسوکه سودو
دایسوکه سودو (انگلیسی: Daisuke Sudo؛ زادهٔ ۲۵ آوریل ۱۹۷۷) بازیکن فوتبال اهل ژاپن است.
از باشگاه‌هایی که در آن بازی کرده‌است می‌توان به باشگاه فوتبال ویسل کوبه اشاره کرد.